# Immeuble des ISAI du Havre
L'immeuble des ISAI est un complexe immobilier classé et inscrit aux monuments historiques se situant dans la ville du Havre, dans la Seine-Maritime en Normandie.

## Histoire
L'édifice a été construit au XXe siècle, le plan général fut adopté fin 1946 sous la responsabilité d'Auguste Perret.
Les immeubles sans affectation immédiate (ISAI) regroupés au sein de l' « îlot V40 et V41 », la place de l'Hôtel de Ville, se composant de l'îlot V40, lieu-dit 1 à 11 place de l'Hôtel de Ville, 181 à 195 rue de Paris, 119 à 127 rue Victor Hugo et 16 à 26 rue Robert de la Villehervé et de l'îlot V 41, lieu-dit 15 à 27 place de l'Hôtel de Ville, 104 rue Paul Doumer, 101 à 117 rue Victor Hugo et 13 à 25 rue Robert de la Villehervé, à savoir : le café « Au Caïd », local commercial n°218, en rez-de-chaussée de l'îlot V40, 123 rue Victor Hugo, selon plan annexé à l'arrêté sont inscrits au titre des monuments historiques par arrêté du 9 juin 2016. L'ensemble immobilier ISAI dénommé « îlot V 40 et V 41 », situé place de l'Hôtel-de-Ville pour les parties suivantes : les façades et toitures-terrasses en leur ensemble, les parties communes : escaliers, paliers, cours avec leurs grilles, tous équipements communs y compris les installations de chauffage, l'appartement n°78 au 1er étage de la partie dénommée V 40, 5 place de l'Hôtel-de-Ville ou appartement-témoin en totalité, l'appartement n°515 au 3e étage de la partie dénommée V 41, 21 place de l'Hôtel-de-Ville en totalité, Cet ensemble est situé : pour la partie dénommée « V 40 », sise 1 à 11 place de l'Hôtel-de-Ville, 181 à 195 rue de Paris, 119 à 127 rue Victor-Hugo et 16 à 26 rue Robert-de-la-Villehervé, pour la partie dénommée « V 41 », sise 15 à 27 place de l'Hôtel-de-Ville, 104 rue Paul-Doumer, 101 à 117 rue Victor-Hugo et 13 à 25 rue Robert-de-la-Villehervé (cad. JA 8). L'emprise de l'ensemble immobilier figure sur le plan annexé à l'arrêté (cad. JA 7, 8) sont classés au titre des monuments historiques par arrêté du 2 octobre 2017.

## Description
La doctrine qui fut adoptée pour la reconstruction est mise en œuvre à titre expérimental au sud de la place de l'Hôtel-de-Ville dans les 4 îlots d'ISAI construits par l'Etat. Ce sont les premiers à être construits, ils expérimentation une trame urbaine, d'une trame de bâtiments et de procédés constructifs. Ils sont fabriqués avec une ossature en béton apparente, de toitures terrasses, d'alternance d'immeubles en barres et de tours,.